# Кочиш, Ян Эуген
Ян Эуген Ко́чиш (словац. Ján Eugen Kočiš, 25 июня 1926, Поздишовце, Чехословакия — 4 декабря 2019) — грекокатолический епископ, титулярный епископ Абритта и епископ Апостольского Экзархата Чешской Республики с 24 апреля 2004 года.

## Биография
Ян Эуген Кочиш родился 25 июня 1926 года в городе Поздишовце, Чехословакия. В 1950 году был призван в вооружённые силы Чехословакии. Будучи военнослужащим принял в подпольных условиях 1 января 1951 года рукоположение в священника. После военной службы работал пекарем и одновременно совершал подпольные богослужения для верующих византийского обряда в Словакии.
В 1958 году за свою незаконную священническую деятельность Ян Эуген Кочиш был арестован и провёл четыре года в заключении. После освобождения Яну Эугену Кочишу запретили проживать в Словакии и он поселился в городе Пардубице, где работал простым рабочим. В 1968 году вернулся в Словакию, где стал заниматься пастырской деятельностью в подпольных условиях.
В 1993 году Ян Эуген Кочиш был назначен секретарём грекокатолического викариата в Чехии. С 1996 года по 2003 год был генеральным викарием Апостольского Экзархата в Чешской Республике. 22 января 2002 года Ян Эуген Кочиш был назначен папским прелатом.
24 апреля 2004 года Римский папа Иоанн Павел II назначил Яна Эугена Кочиша титулярным епископом Абритта и викарным епископом Апостольского Экзархата Чешской Республики. 15 мая 2004 года состоялось рукоположение Яна Эугена Кочиша в епископа.
7 октября 2006 года вышел на пенсию. Умер 4 декабря 2019 года.